# 丹阳镇 (马鞍山市)
丹阳镇位于中国安徽马鞍山市博望区（原属当涂县），曾为古丹阳郡郡治所在地。唐貞觀初废县改為镇，至清康熙年间將丹陽鎮分成南北二鎮，北镇为今江苏省江宁区横溪街道，南镇即安徽当涂县丹阳镇。